# کسترانی
کسترانی (به چکی: Kestřany) یک منطقهٔ مسکونی در جمهوری چک است که در ناحیه پیسک واقع شده‌است. کسترانی ۲۰٫۰۸ کیلومتر مربع مساحت و ۶۷۵ نفر جمعیت دارد و ۳۷۳ متر بالاتر از سطح دریا واقع شده‌است.